# Lista de bairros de Itapema

Localização de Itapema no estado de Santa Catarina.

Esta é uma lista de bairros de Itapema, subdivisões do município supracitado, localizado no litoral do estado de Santa Catarina. A partir de dados coletados e contabilizados pelo IBGE (Instituto Brasileiro de Geografia e Estatística) no censo realizado no ano de 2010, foram contabilizados doze bairros oficiais no total, além de loteamentos.
No censo demográfico de 2010, a população total de Itapema era de 45.797 habitantes, enquanto a estimativa para o ano de 2019 é de 65.312, com uma densidade demográfica de 792,29 de hab/km². Estes dados fazem com que Itapema tenha se tornado a cidade com o maior crescimento populacional do estado de Santa Catarina na década de 2010, sendo que os dados do ano de 2000 eram de aproximadamente 25,8 mil habitantes. A cidade de Itapema possui 44 659 moradores em zona urbana, e 1 138 habitantes domiciliados em zona rural, sendo que grande parte destes residem no bairro Sertãozinho. O bairro com mais habitantes é o Morretes, o qual possui 12 210 habitantes, sendo que na temporada de verão este bairro torna-se um dos mais procurados pelos turistas. Em contrapartida, o bairro Canto da Praia é o menos populoso, no qual se localiza a praia de mesmo nome, abrigando 1 031 pessoas em 374 domicílios.
Além do Canto da Praia, Itapema possui outras cinco praias, sendo que duas destas - Meia Praia e Praia do Centro - recebem a grande concentração de turistas, englobando unidas 6,5 km de extensão, e estão localizadas em bairros de mesmo nome. Em temporadas de verão, a quantidade de turistas aproxima-se de cem mil indivíduos. As três praias restantes se encontram na região conhecida como Canto da Praia: a Praia da Ilhota e a Praia Grossa, que são utilizadas essencialmente por praticantes de surfe, e a Praia Mato de Camboriú, que é um dos cartões-postais da cidade.

## Bairros

Itapema vista a partir de um mirante localizado no bairro Canto da Praia.

| Bairro                  | Habitantes | Habitantes | Habitantes | Domicílios particulares |
| Bairro                  | Homens     | Mulheres   | Total      | Domicílios particulares |
| ----------------------- | ---------- | ---------- | ---------- | ----------------------- |
| Alto do São Bento       | 1 864      | 1 783      | 3 647      | 1 066                   |
| Andorinha               | 3 441      | 3 909      | 7 350      | 2 647                   |
| Canto da Praia          | 504        | 527        | 1 031      | 374                     |
| Casa Branca             | 811        | 795        | 1 606      | 509                     |
| Castelo Branco          | 2 358      | 2 540      | 4 898      | 1 792                   |
| Centro                  | 1 558      | 1 735      | 3 293      | 1 229                   |
| Ilhota                  | 1 131      | 1 107      | 2 238      | 671                     |
| Meia Praia              | 1 275      | 1 470      | 2 745      | 1 047                   |
| Morretes                | 6 112      | 6 098      | 12 210     | 3 622                   |
| Sertãozinho             | 618        | 636        | 1 254      | 392                     |
| Tabuleiro dos Oliveiras | 936        | 1 000      | 1 936      | 585                     |
| Várzea                  | 2 451      | 1 218      | 3.669      | 733                     |
| TOTAL                   | 22 391     | 23 406     | 45 797     | 15 021                  |